# NoScript
NoScript（ノースクリプト、NoScript Security Suite）とは、Mozilla FirefoxをはじめとするMozilla系ブラウザで利用可能な拡張機能。GNU GPLの下で公開されており、Tor BrowserやTailsにも標準で組込まれている。作者はGiorgio Maone。
NoScriptは非常に人気のある拡張機能で、Mozilla Add-onsでは常に上位で表示され、日本語をはじめとした複数の言語にも対応しており、英語圏ではたびたびメディアにも取り上げられている。

## 概要
ホワイトリスト方式でJavaScript、さらにはデフォルトでブロック不可能なJavaやFlash、Windows Media Playerなどプラグインを使った埋め込みオブジェクトなどのコンテンツをブロックし、ユーザーの許可なく実行できないようにするものである。
2006年にはPC world 2006のワールドクラス賞を受賞しているが、この際「ホワイトリスト方式なのでユーザーは毎回わざわざアドレスをホワイトリストに追加しなければならない」という指摘や「機密データを送信しないのであればNoScriptを使う意味はほとんどない」などと言った意見も出ている。
また、Wilders Security Forumsにて行われたMaoneとAdblock Plusの共同制作者Wladimir Palantの議論にて「ウェブページにXSS脆弱性があれば意味がない」との指摘を受けたため2007年5月頃よりXSS Protectionと呼ばれる機能を実装するようになっている。しかしこの機能追加によってマシンへの負荷が増大するようになった部分もある。

## 類似する拡張機能
なお、本拡張機能とは逆のブラックリスト方式による「YesScript」や、Google Chrome系ブラウザでも使用可能な「ScriptSafe」という拡張機能も存在する。